# 秦溪镇
秦溪镇，是中华人民共和国四川省广安市岳池县下辖的一个乡镇级行政单位。2019年12月，撤销团结乡，将其所属行政区域划归秦溪镇管辖。

## 行政区划
秦溪镇下辖以下地区：
清桥村、油坊村、大柏坡村、青山村、石堰塘村、万年桥村、邹家沟村、宝箱寺村、四方寨村、龙王庙村、周家坝村、仙潭寺村、龙石口村、黄石岩村、小清溪村、观音桥村、南桥河村、八角庙村和峰山寺村。